# Liste österreichischer Triebfahrzeuge mit Sonderlackierung
Zu besonderen Anlässen wie beispielsweise die Euro-Einführung, Jubiläen wie „50 Jahre Bundesheer“ oder „30 Jahre Licht ins Dunkel“ erhalten Lokomotiven der ÖBB – teilweise solche mit passender „Jubiläumsnummer“ (100, 250 usw.) – eine Sonderlackierung oder -beklebung, wodurch sie sich vom üblichen Fahrzeugpark deutlich abheben.
Die Spezialgestaltung der Triebfahrzeuge wird meist von den Designern des ÖBB-Werbecenters oder von Gudrun Geiblinger Design entworfen. Zweimal gab es allerdings auch Zeichenwettbewerbe, bei denen die beiden besten Zeichnungen ausgewählt wurden und anschließend die Seitenwände der Sonderlok zierten; dies war bei der Semmering-Jubiläumslok 1116 200-5 und bei der Kinder-Kunstlok 1044 282-0 der Fall. Die Kosten für die Sonderlackierung einer Lokomotive werden meist von den ÖBB selbst und diversen Sponsoren übernommen. Ausnahmen sind Firmenwerbungen die nichts mit der ÖBB oder Railcargo etc. zu tun haben.
Hier muss der Werbende die Kosten für die Folien, Montage und Demontage bezahlen.
Einer der Hauptsponsoren ist der Modelleisenbahnhersteller Roco, weshalb sich auf vielen Sonderloks der Taurus-Familie (1016, 1116 und 1216) das Firmenlogo befindet. Darüber hinaus werden auch Werbelokomotiven für kommerzielle Kunden wie beispielsweise die mobilkom austria (A1) oder die Wiener Städtische Versicherung gestaltet und auf Dauer eines Vertragsverhältnisses in Verkehr gesetzt. Während der Fußball-Europameisterschaft 2008 wurden 16 Lokomotiven in den Landesfarben der Teilnehmer beklebt, zwei weitere Lokomotiven waren als UEFA-Loks unterwegs.
Neben den hier gelisteten Lokomotiven gab es noch viele Andere, insbesondere Maschinen der Reihe 1044. Diese Lokomotiven erhielten ihr Sonder-Farbkleid noch durch eine „richtige“ Lackierung. Die neuesten Sonderlokomotiven (insbesondere jene der Taurus-Familie) wurden nicht lackiert, sondern mit Folien beklebt, um das Sonder-Farbkleid später wieder entfernen zu können, ohne die Standardlackierung zu zerstören.
Folgende Lokomotiven der Reihen 1014, 1044, 1063, die Loks der Taurus-Familie (1016, 1116 und 1216), sowie die Triebwagen der Reihen 4024/4124 und 5022 erhielten eine Sonderlackierung:

## Österreichische Bundesbahn (ÖBB)

### Lokomotiven

#### Reihe 1014
| Loknummer  | Aufdruck                 | Zeitraum      | Beschreibung                                                                                    | Foto |
| ---------- | ------------------------ | ------------- | ----------------------------------------------------------------------------------------------- | ---- |
| 1014 005-1 | CAT – City Airport Train | 2003–2006     | heute statt älterem ÖBB-Logo (Pflatsch) auf der Front die ÖBB-Wortmarke (Umbragrau/Verkehrsrot) |      |
| 1014 007-7 | CAT – City Airport Train | 2003–2006     | heute statt älterem ÖBB-Logo (Pflatsch) auf der Front die ÖBB-Wortmarke (Umbragrau/Verkehrsrot) |      |
| 1014 010-1 | CAT – City Airport Train | 2003–2006     | heute statt älterem ÖBB-Logo (Pflatsch) auf der Front die ÖBB-Wortmarke (Umbragrau/Verkehrsrot) |      |
| 1014 011-9 | Rail Cargo Austria       | ab circa 1995 | seitlich angeordnet (Umbragrau/Verkehrsrot), seit 2019 ohne Rail Cargo Austria-Schriftzug       |      |

#### Reihe 1x16 – Taurus-Familie

##### 1016
| Loknummer  | Aufdruck                                                                                   | Zeitraum                  | Bemerkungen | Foto |
| ---------- | ------------------------------------------------------------------------------------------ | ------------------------- | --- | ---- |
| 1016 007-7 | „Sonny Boy“                                                                                | seit 2014                 | an beiden Fronten der Lok Aufschrift „Sonny Boy“                                                                                                |      |
| 1016 011-7 | Roco-Zugkrafttestlok                                                                       | 2000–2012                 | jeweils ein Aufkleber „Zugkrafttest“ an jeder Seite der Lok rechts unter dem Führerstandsfenster (früher jeweils zwei Aufkleber an jeder Seite) |      |
| 1016 014-3 | CAT – City Airport Train                                                                   | seit 2012                 | grün, umbragrau und weiß |      |
| 1016 016-8 | CAT – City Airport Train                                                                   | seit Juni 2018            | grün, umbragrau und weiß |      |
| 1016 020-0 | Klimaschutz                                                                                | Juli 2018–September 2022  | Grün – Mit einigen kurzen Texten zum Klimaschutz                                                                                                |      |
| 1016 020-0 | Wirtschaftskammer Österreich Profis am Werk                                                | Seit September 2022       | gelb mit Texten |      |
| 1016 021-5 | Salzburg Candidate City EURO2008                                                           | 2006–2009 (Juni)          | verkehrsrot, ÖBB-Textlogo, seitliche kleine Aufkleber                                                                                           |      |
| 1016 021   | Gösser                                                                                     | Dezember 2022 – März 2024 | Aufschrift „Bester Genuss auf Schiene. Unserer Natur zuliebe“                                                                                   |      |
| 1016 023-2 | Kyoto-Design – „Österreichs grüne Schiene“                                                 | 2004–2014                 | hellblau, weiße Wolken, „Klimalok“ Hellblauer Grundlack unter neuer Folierung erhalten geblieben.                                               |      |
| 1016 023-2 | Green Points Lok                                                                           | 2014–2021                 | |      |
| 1016 023-4 | TRANSPOREON & Rail Cargo Group                                                             | Seit April 2024           | Beklebte Seitenwand zur Kooperation zwischen TRANSPOREON und der Rail Cargo Group; Front ist unbeklebt.                                         |      |
| 1016 025-7 | EM 2008 „Portugal“                                                                         | 2008–2009                 | rot/grün, Fans, Europakarte und Fußballspieler an den Seitenwänden                                                                              |      |
| 1016 030-9 | „Mausbär“                                                                                  | seit 2017                 | Germany, Railway, Train (pinterest.de)] |      |
| 1016 034-9 | Railjet 1. Generation-Lok Variante 8                                                       | 2007–2010                 | grau, seitlich große Aufschrift „railjet“, weißer Zierstreifen                                                                                  |      |
| 1016 035-6 | Railjet-Lok Variante 9                                                                     | 2007–2010                 | grau, seitlich große Aufschrift „railjet“, roter Zierstreifen                                                                                   |      |
| 1016 036-6 | CAT – City Airport Train                                                                   | seit 2012                 | grün, umbragrau und weiß |      |
| 1016 047-1 | Werbelok Wiener Städtische                                                                 | 2006–2009                 | weiß, verkehrsrot – weinrot, „Zug um Zug ohne Sorgen“                                                                                           |      |
| 1016 048-1 | „Edeltraud“                                                                                | 2013–2015                 | an beiden Führerständen der Lok steht der Name „Edeltraud“                                                                                      |      |
| 1016 048-1 | Niederösterreichischer Landesfeuerwehrverband – Feuerwehr und Katastrophenschutz „Florian“ | 2015 - 2024               | An der Front ist oben der Notruf darunter Florian – Feuerwehr mit dem Emblem des NÖ LFV.                                                        |      |

##### 1116
| Loknummer  | Aufdruck                                        | Zeitraum                                              | Bemerkungen | Foto  |
| ---------- | ----------------------------------------------- | ----------------------------------------------------- | --- | ----- |
| 1116 003-3 | EM 2008 „Frankreich“                            | 2008–2009                                             | rot/weiß/blau, Fans, Europakarte und Fußballspieler an den Seitenwänden |       |
| 1116 003-3 | Rail Cargo Austria                              | 2009–2017                                             | Trägt auf der Seite das Rail-Cargo-Austria-Zeichen |       |
| 1116 005-8 | EM 2008 „Österreich“                            | 2007–2009                                             | rot/weiß/rot, Fans, Europakarte und Fußballspieler an den Seitenwänden |       |
| 1116 007-4 | EM 2008 „Griechenland“                          | 2007–2009                                             | |       |
| 1116 007-4 | SOS-Kinderdorf                                  | 2009–2015                                             | orange/mintgrün/weiß, verschiedene Kinderzeichnungen auf den Seitenwänden, Aufschrift „60 Jahre SOS-Kinderdorf“ und die Webadresse www.sos-kinderdorf.at                                               |       |
| 1116 010-8 | Welt-Eisenbahn-Kongress Wien                    | 2001–2002                                             | rot, kleine Aufkleber seitlich |       |
| 1116 010   | Rail Cargo Group Hungaria                       | seit 2014                                             | |       |
| 1116 016-5 | Rail Cargo Group                                | seit 2013                                             | Vorne Rail Cargo Aufschrift, seitlich hell und Dunkelrot |       |
| 1116 019-1 | Válts Vasútra!                                  | Seit Herbst 2021                                      | Seitlicher Aufdruck neben ÖBB-Logo |       |
| 1116 010   | Válts Vasútra!                                  | Seit Herbst 2021                                      | Seitlicher Aufdruck neben ÖBB-Logo | [ 5 ] |
| 1116 021-5 | 15.000 Züge für Audi                            | April 2008 – Mai 2008                                 | |       |
| 1116 029-8 | EM 2008 „Schweden“                              | 2007–2009                                             | blau/gelb, Fans, Europakarte und Fußballspieler an den Seitenwänden |       |
| 1116 031-4 | EM 2008 „Türkei“                                | 2007–2009                                             | rot, Fans, Europakarte und Fußballspieler an den Seitenwänden |       |
| 1116 033-0 | Telekom Austria                                 | 2008–2010                                             | hellgrün, Laptops, Telekom Austria-Logo und Aufschrift „Internet 1. Klasse“ auf den Seitenwänden |       |
| 1116 036-3 | EM 2008 „Deutschland“                           | 2007–2009                                             | schwarz/rot/gold, Fans, Europakarte und Fußballspieler an den Seitenwänden |       |
| 1116 038-9 | Siemens                                         | 2008–2012                                             | silber, Europakarte, Aufschrift „Wie bleiben wir mobil und schützen die Umwelt“ und Siemens-Logo an den Seitenwänden                                                                                   |       |
| 1116 040-7 | „Norbert“                                       | seit 2015                                             | An beiden Fronten mit dem Namen „Norbert“ in Blockbuchstaben |       |
| 1116 041-3 | EM 2008 „Niederlande“                           | Februar 2008 – September 2009                         | |       |
| 1116 041-3 | Carmen & Christian                              | seit Juli 2021                                        | an beiden Fronten der Lok Aufschrift „Carmen & Christian“ |       |
| 1116 056-1 | EM 2008 „Rumänien“                              | Februar 2008 – Juli 2009                              | |       |
| 1116 056-1 | „Mohlibert“                                     | seit 2016                                             | An beiden Fronten mit Namen „Mohlibert“ |       |
| 1116 071-2 | RailCargoGroup                                  | seit 2014                                             | |       |
| 1116 072-0 | Gebrüder Weiss – Rail Cargo Group Lok           | 2014–2017 (Folie)                                     | „Bodensee“ Schriftzüge wurden nicht entfernt. |       |
| 1116 075-1 | EM 2008 „Schweiz“                               | 2007–2009                                             | rot/weiß lackiert, Schweizer Landeskarte, Fußballspieler und das weiße Schweizerkreuz auf den Seitenwänden                                                                                             |       |
| 1116 077-9 | Galileo-Michelangelo                            | 2014–2015                                             | dunkelblau, auf der einen Seite Bilder vom Deckenfresko der Sixtinischen Kapelle von Michelangelo, auf der anderen Seite Aufzeichnungen von Galileo Galilei                                            |       |
| 1116 077-9 | „Christof“                                      | 2015–2021                                             | Name „Christof“ in großer Schrift, an beiden Fronten |       |
| 1116 077-9 | Gebrüder Weiss & Rail Cargo Group               | Seit Frühling 2024                                    | Gemeinsame Beklebung von Gebrüder Weiss & Rail Cargo Group an den Seitenwänden zur 30-jährigen Kooperation; Front ist unbeklebt.                                                                       |       |
| 1116 078-7 | „BABSI“                                         | Ungewisser Informationsstand (Noch schlecht erhalten) | Name „Babsi“ in großer Schrift am Führerstand 1 |       |
| 1116 080-1 | EM 2008 „UEFA“                                  | 2007–2009                                             | blau, EURO-2008-Logos, EM-Maskottchen, Aufdruck „Expect emotions“ |       |
| 1116 084-3 | EM 2008 „Russland“                              | 2008–2009                                             | weiß/blau/rot, Fans, Europakarte und Fußballspieler an den Seitenwänden |       |
| 1116 085-0 | „Walter“                                        | 2009–2010                                             | roter Taurus mit Schriftzug „Walter“ an beiden Fronten und „Lieber Walter, 40 Jahre sind genug, heute fährst du deinen letzten Zug!“ an den Seitenwänden neben den Einstiegstüren                      |       |
| 1116 087-4 | EM 2008 „Polen“                                 | 2007–2009                                             | weiß/rot, Fans, Europakarte und Fußballspieler an den Seitenwänden |       |
| 1116 089-4 | „Manuel“                                        | Ungewisser Informationsstand (Noch heute erhalten)    | An beiden Fronten mit dem Aufkleber „Manuel“ |       |
| 1116 100-7 | 30 Jahre Licht ins Dunkel                       | 2002–2004                                             | dunkelblau lackiert, Spendenkontonummer an allen Seiten |       |
| 1116 101-7 | „Wir sind Kaiser“                               | 2014–2016                                             | Schriftzug „Wir sind Kaiser“ am Führerstand 1, „Majestät“ und „Seyffenstein“ am 2. Führerstand |       |
| 1116 108-0 | EM 2008 „Kroatien“                              | 2007–2009                                             | rot/weiß/blau, Fans, Europakarte und Fußballspieler an den Seitenwänden |       |
| 1116 112-2 | 160 Jahre Ostbahn                               | 2006–2007                                             | Verkehrsrot, 160 Jahre Ostbahn 1846–2006 9./10. September 2006, großes Bild links neben der Einstiegstüre auf der anderen Lokseite                                                                     |       |
| 1116 126-4 | „Licht ins Dunkel“                              | 2011–2016                                             | blauer Taurus, Sternenmuster, Schriftzug „Licht ins Dunkel Sterneaktion“ |       |
| 1116 130-6 | Frontrunner                                     | 2013–2014                                             | Weiß mit seitlicher bunter Farbgebung |       |
| 1116 130-6 | 10 Jahre e-card                                 | 2014–2016                                             | |       |
| 1116 138-9 | „Heeressport“                                   | 2012–2015                                             | silber/roter Taurus, mit bildlich gezeigten Sportarten des Bundesheeres an der Seite |       |
| 1116 139-5 | „Johann“                                        | 2008–2016                                             | roter Taurus mit Schriftzug „Johann“ auf beiden Fronten |       |
| 1116 141-1 | Klagenfurt – Die Landeshauptstadt im Süden      | 2004–2005                                             | verkehrsrot, Klagenfurt-Aufkleber links neben der Einstiegstüre |       |
| 1116 141-1 | CAT – City Airport Train                        | 2005–2010                                             | grün, schwarz, hellgrau, dunkelgrau |       |
| 1116 141-1 | CAT – City Airport Train                        | 2010–2013                                             | grün, schwarz, hellgrau, dunkelgrau |       |
| 1116 141-1 | Siemens                                         | 2014–2016                                             | |       |
| 1116 142-9 | CAT – City Airport Train                        | 2005–2010                                             | grün, schwarz, hellgrau, umbragrau |       |
| 1116 142-9 | CAT – City Airport Train                        | 2010–2014                                             | grün, weiß, schwarz, dunkelgrau |       |
| 1116 143-9 | RCA Montan Sped                                 | 2013–2015                                             | zeitweise mit Namen „Charly“ |       |
| 1116 147-8 | „Wien Südbahnhof“                               | 2009–2016                                             | roter Taurus mit Aufklebern an den Fronten „Das Ende einer Ära ist der Anfang der Zukunft“, Anlass: Letzte Lok am Wiener Südbahnhof                                                                    |       |
| 1116 153-8 | „CATS“                                          | 2011–2013                                             | schwarzer Taurus mit Katzenaugen und dem Schriftzug „ab 29. Jänner 2012 CATS-Theaterzelt Wien-Neu Marx“. Außerdem mehrere Schriftzüge „CATS“ an den Seiten und an den Fronten                          |       |
| 1116 153-8 | ÖBB-ÖAMTC-Lok 2                                 | 2013–2020                                             | |       |
| 1116 153-8 | ÖBB-ÖAMTC-Lok                                   | 2020-2025                                             | |       |
| 1116 157-0 | GEMEINSAM.SICHER mit den ÖBB                    | 2016 – August 2024                                    | vorne und hinten mit Polizeilogo |       |
| 1116 158-7 | ÖBB-Sternelok zu Gunsten Licht ins Dunkel       | 2016–Dezember 2021                                    | Lok zur Licht ins Dunkel Sternen Aktion, symbolisiertes Österreich aus Sternen |       |
| 1116 159-5 | 150 Jahre Brennerbahn                           | 2017–2021                                             | Lok-Design von Gudrun Geiblinger, auf einer Seite italienische Fahrzeuge, auf der anderen Seite Fahrzeuge der Österreichischen Bundesbahnen, Juni 2021 entklebt                                        |       |
| 1116 159-5 | Sparda-Bank                                     | seit Juni 2021                                        | Blau-weiße Werbelok mit Schriftzug „SpardaBank“ |       |
| 1116 165-2 | BIO Austria                                     | März 2021 – Februar 2024                              | Nur Seitenwand beklebt |       |
| 1116 168-6 | Vegatrans & Rail Cargo Group Lok                | 2015–2017                                             | Ende 2017 abfoliert |       |
| 1116 168-6 | #NaSicher – Lok                                 | 2019-Ende September 2022                              | |       |
| 1116 170-2 | Eurovision Song Contest-Lok                     | 2015–2016                                             | im Eurovision Song Contest 2015 Design |       |
| 1116 173-6 | „Sensi“                                         | seit 2014                                             | am Führerstand 1 steht an der Front der Name „Sensi“ in Blockbuchstaben |       |
| 1116 180-1 | Building bridges-Lok                            | 2015–2016                                             | im Eurovision Song Contest 2015 Design |       |
| 1116 181-9 | „Hanspeter“                                     | 2007–2022                                             | roter Taurus mit Schriftzug „Hanspeter“ an beiden Fronten |       |
| 1116 181-9 | ÖBB Cityjet                                     | seit April 2022                                       | Cityjet-Lackierung |       |
| 1116 182-7 | Einsatzkommando Cobra                           | 2013–2020                                             | dunkles Design mit einer Cobra |       |
| 1116 182-7 | Bundesheer                                      | seit Oktober 2020                                     | „Wir schützen Österreich“ |       |
| 1116 193-2 | „Manfred“                                       | 2007–2017                                             | roter Taurus mit Schriftzug „Manfred“ auf beiden Fronten |       |
| 1116 195-9 | Nightjet-Lok                                    | seit 2016                                             | dunkelblau, seitlich große Aufschrift „nightjet“, roter und grauer Zierstreifen |       |
| 1116 196-5 | „Rupert“                                        | 2009–2016                                             | roter Taurus mit Schriftzug „Rupert“ an der Front 1 (nicht an der Front 2!) |       |
| 1116 197-3 | ÖBB Technische Services                         | 2006                                                  | ÖBB Technische Services: In Österreich gebaut In Europa Zuhause |       |
| 1116 199-1 | 60 Jahre ROCO                                   | 2020–Dezember 2021                                    | |       |
| 1116 199-1 | Karrierelok                                     | seit Dezember 2021                                    | verschiedene Rotakzente; Aufschrift „Nächster Halt: Job mit Sinn“ und „Heute. Für morgen. Für uns.“ |       |
| 1116 200-5 | 150 Jahre Semmering                             | 2004–2007                                             | grau/silber/rot lackiert, Kindergemälde zum Thema „Semmeringbahn“ an den Seitenwänden |       |
| 1116 200-5 | Railjet-Lok Variante 10, „Spirit of Vienna“     | 2007–2019                                             | rot/grau, roter Zierstreifen |       |
| 1116 200-7 | Demokratie in Bewegung                          | seit Dezember 2019                                    | Soll der Bevölkerung bewusst machen, dass Demokratie nichts Selbstverständliches ist und auf die Bildungsangebote des Parlaments hinweisen.                                                            |       |
| 1116 205-6 | Railjet, „Spirit of Europe“                     | ?                                                     | „Spirit of Europe“ beim linken Seitenfenster |       |
| 1116 208-0 | Railjet, „Spirit of Germany“                    | 2008–2024                                             | „Spirit of Germany“ beim linken Seitenfenster und Schriftzug „Eine neue Ära hat begonnen“ an einer Front                                                                                               |       |
| 1116 208-0 | joyn Österreich                                 | seit Juni 2024                                        | Vollwerbung zur Partnerschaft zwischen ÖBB und joyn Österreich |       |
| 1116 212-2 | Footbal Unites Europe                           | Frühling 2024–Juni 2025                               | Dunkelblau, hauptsächlich mit Flaggen von Österreich und Deutschland |       |
| 1116 216-3 | 200 Jahre Johann Strauss                        | seit März 2025                                        | Seitlich mit Schriftzug "KING of WALTZ" und "QUEEN of MUSIC" |       |
| 1116 222-1 | The Red Bulletin                                | 2013–2016                                             | |       |
| 1116 225-4 | ÖFB railjet                                     | 2015–2019                                             | Lok inklusive railjet-Garnitur im ÖFB-Design (Seit Ende Sommer 2018 nur noch Lok, RJ Garnitur verkehrt wieder im RJ Design)                                                                            |       |
| 1116 225-4 | Heute. Für morgen. Für uns. Lok                 | seit 2019                                             | Trägt das seit 2019 neue ÖBB-Slogan „Heute. Für morgen. Für uns.“ |       |
| 1116 229-6 | Steinbach – we are pool                         | Mai 2020 – Juli 2022                                  | orange/hellblau |       |
| 1116 229–6 | Signatur 22                                     | Juli 2022 – Juni 2023                                 | Komplett schwarz beklebt bis auf weißen Schriftzug „G. Bechtold 22“ auf der Seite. Die Lok ist ein Kunstprojekt des Künstlers Gottfried Bechtold.                                                      |       |
| 1116 231-2 | A1 5Gigalok                                     | 2020–Februar 2022                                     | Wurde zum Hahnenkammrennen 2020, dessen Hauptsponsor A1 war, beklebt und wirbt seitdem für das 5G-Netz von A1, Anfang Februar 2022 entfoliert worden                                                   |       |
| 1116 231–2 | BIO Austria                                     | Ab Februar 2022                                       | Mit 1116 165 die zweite BIO-Austria Werbelok |       |
| 1116 232-8 | EM 2008 „Spanien“                               | 2008–2009                                             | rot/gelb/rot, Fans, Europakarte und Fußballspieler an den Seitenwänden |       |
| 1116 232-8 | ORF TVthek railjet                              | 2016–2018 (Lok) 2016–2017 (Garnitur)                  | Lok inklusive Railjet-Garnitur auf der einen Seite ist die ORF TVthek und auf der anderen Seite befindet Guten Morgen Österreich Nach Unfall ist die Lok mit einer anderen Railjet-Garnitur unterwegs. |       |
| 1116 232-8 | „Die Zukunft hat begonnen“                      | seit 2014                                             | Schriftzug „Die Zukunft hat begonnen“, anlässlich des ersten Railjets, welcher den Wiener Hauptbahnhof verlassen hat                                                                                   |       |
| 1116 233-8 | Saalbach                                        | seit Dezember 2024                                    | Beklebung für die Alpinen Skiweltmeisterschaften 2025 in Saalbach |       |
| 1116 236-1 | Fristadts                                       | seit Mai 2025                                         | Beklebung zum 100-Jahr-Jubiläum der Firma Fristadts. |       |
| 1116 244-5 | ÖBB railjet                                     | unbekannt                                             | Im ÖBB railjet-Design |       |
| 1116 244-5 | Klimaticket – ÖBB Klimajet                      | seit Oktober 2021                                     | Lok mit kompletter Railjet-Garnitur mit Werbung für das Klimaticket, auch als „ÖBB klimajet“ beschriftet. Loktaufe am 26. Oktober 2021                                                                 |       |
| 1116 246-8 | Bundesheer                                      | 2005–2010                                             | weiß/schwarz/rot, Bundesadler an einer Front, Jetpilot auf der anderen, Militärmotive Design von Gudrun Geiblinger                                                                                     |       |
| 1116 247-8 | Wiener Städtische                               | seit Mai 2025                                         | Österreich-Fahne mit Werbung für Wiener Städtische |       |
| 1116 248-6 | The Red Bulletin Fashion-Train                  | 2014–2016                                             | Lok mit kompletter Railjet-Garnitur machen Werbung für RedBulletin und für mehrere bekannte Modeketten                                                                                                 |       |
| 1116 249-2 | 175 Jahre Eisenbahn in Österreich               | 2012                                                  | Lok mit kompletter Railjet-Garnitur in den Landesfarben, anfänglich 175 Jahre Eisenbahn in Österreich jetzt Ski-WM 2013                                                                                |       |
| 1116 249-2 | FIS ALPINE SKI WM Schladming 2013 „Flaggenjet“  | 2013–2019                                             | Lok mit kompletter Railjet-Garnitur in den Landesfarben |       |
| 1116 249-4 | ÖFB railjet                                     | 2019–2024                                             | Lok inklusive railjet-Garnitur im ÖFB-Design |       |
| 1116 250-0 | Mozart                                          | 2006–2008                                             | golden lackiert, Porträts von W. A. Mozart und „Königin der Nacht“, weißer Schriftzug: „Mozart“ |       |
| 1116 250-0 | Feuerwehr                                       | 2008–2011                                             | rot/blau lackiert, Feuerwehrlogos, Aufschrift „122“ an den Fronten und „Schnell wie die Feuerwehr“, sowie „Notruf 122“ an den Seitenwänden                                                             |       |
| 1116 250-0 | Polizei                                         | 2011–2018                                             | silber/blau/rot, Actionfotos + Hubschrauber, Aufschrift „112“ und „Wir sorgen für Ihre Sicherheit“ bzw. „Die POLIZEI. Mehr als ein Beruf.“ an den Seitenwänden und „POLIZEI“ an den Fronten            |       |
| 1116 251-0 | SKI AUSTRIA                                     | 2013–2019                                             | Lok mit Railjet-Garnitur im SKI AUSTRIA-Design |       |
| 1116 251-0 | 100 Jahre ÖBB                                   | Seit Ende Dezember 2022                               | Lok mit Railjet-Garnitur im Jubiläums-Design |       |
| 1116 255-9 | Wilhelm Haberzettl                              | 2005–? (ungewisser Informationsstand)                 | kleiner Schriftzug, unter den Seitenfenstern des Führerstandes |       |
| 1116 260-9 | Europäischer Lokführerschein                    | 2005–2018                                             | verkehrsrot, beidseitige Europakarte links neben der Einstiegstüre |       |
| 1116 264-1 | 125 Jahre Rotes Kreuz – „Unsere Hilfe kommt an“ | 2005–2008                                             | silber/weiß, großes rotes Kreuz an den Fronten |       |
| 1116 264-1 | EM-Lok „EUROmotion“                             | 2008–2009                                             | grün, Fußball, österreichische und Schweizer Fahne, Fans an den Seitenwänden |       |
| 1116 264-3 | Ö3-Lok                                          | 2012–2015                                             | weiß mit dem Ö3 Logo |       |
| 1116 271-6 | Top Performer am Zug                            | 2007–2011                                             | seitlich an den Fronten angebracht (verkehrsrot) |       |
| 1116 275-7 | „Max“                                           | 2008–Ungewisser Informationsstand                     | roter Taurus mit Schriftzug „Max“ auf der Front von Seite 2 (nicht auf Seite 1!) |       |
| 1116 276-7 | 25 Jahre Österreich in der EU                   | seit 2020                                             | Werbetaurus mit verschiedenen Blau- und Grüntönen, sowie der EU-Flagge, anlässlich des 25. Jahrestages des österreichischen Beitritts in der Europäischen Union.                                       |       |
| 1116 280-7 | A1-Werbelok                                     | 2007–2009                                             | schwarz lackiert mit weiß-gelben Folien, A1-Logo an den Fronten und Seitenwänden |       |
| 1116 282-7 | Karl Heinz                                      | 2006–2016                                             | seitlich an den Fronten angebracht (verkehrsrot) |       |

##### 1216
| Loknummer             | Aufdruck                                      | Zeitraum           | Bemerkungen | Foto   |
| --------------------- | --------------------------------------------- | ------------------ | --- | ------ |
| 1216 012-5            | ÖBB nightjet                                  | seit April 2021    | dunkelblau, seitlich große Aufschrift „nightjet“, roter und grauer Zierstreifen                                                      |        |
| 1216 004-2            | EM 2008 „Italien“                             | 2007–2009          | grün/weiß/rot, Fans, Europakarte und Italien-Flagge an den Seitenwänden                                                              |        |
| 1216 007, 011 bis 015 | Italien-Lok                                   | seit 2009          | Italien-Flagge seitlich |        |
| 1216 016-6            | ÖBB railjet                                   | seit 2019          | Im ÖBB railjet-Design, an beiden Fronten mit rotem Querbalken für Italien                                                            |        |
| 1216 017-4            | Italien-Lok                                   | 2009–2017          | Italien-Flagge seitlich |        |
| 1216 017-4            | ÖBB railjet                                   | seit 2017          | Im ÖBB railjet-Design, an beiden Fronten mit rotem Querbalken für Italien                                                            |        |
| 1216 018-2            | Italien-Lok                                   | 2010–2016          | Italien-Flagge seitlich |        |
| 1216 018-2            | ÖBB railjet                                   | seit 2016          | Im ÖBB railjet-Design, an beiden Fronten mit rotem Querbalken für Italien                                                            |        |
| 1216 019-0            | Wagner/Verdi Lok                              | 2013–2015          | eine Seite im warmen Giuseppe Verdi Design, andere Seite im Design des Richard Wagner in kühlen Farben. Design von Gudrun Geiblinger |        |
| 1216 019-0            | Achenseeschiffahrt-Lok                        | 2016–2019          | |        |
| 1216 019-0            | Leonardo Da Vinci Lok                         | 2019–2021          | zur Erinnerung an den 500. Todestag von Leonardo da Vinci                                                                            |        |
| 1216 019-0            | ÖBB railjet                                   | seit 2021          | Im ÖBB railjet-Design, an beiden Fronten mit rotem Querbalken für Italien                                                            |        |
| 1216 020-8            | Werbelok „175 Jahre Eisenbahn für Österreich“ | 2012–2014          | rot-weiß-rot mit Seitenansicht von KkStB 310.23 seitlich                                                                             |        |
| 1216 020-8            | ÖBB railjet                                   | seit 2017          | Im ÖBB railjet-Design, an beiden Führerständen mit dem roten Balken für Italien                                                      |        |
| 1216 022-4            | Arena di Verona – Opera Festival              | Mai 2023–März 2024 | Wirbt für die 100. Opernsaison in der Arena di Verona                                                                                | [ 10 ] |
| 1216 025-7            | Weltrekordlok II                              | seit 2008          | silber/schwarz, Aufschrift „world record 357 km/h“ und ÖBB-Schriftzug an den Seitenwänden, älteste Werbelok, die es noch gibt        |        |
| 1216 050-5            | Weltrekordlok I                               | 2006–2008          | schwarz mit Aufschrift Vmax 357 km/h                                                                                                 |        |
| 1216 141-0            | ÖBB-ÖAMTC-Lok 1                               | seit Oktober 2013  | |        |
| 1216 210-5            | Kapsch                                        | 2011–2015          | schwarz, gelb, mit der Aufschrift Kapsch-                                                                                            |        |
| 1216 226-1            | Europalok                                     | 2006–2008          | verkehrsrot, weiß, dunkelgrau, Flaggen aller EU-Länder, EU AT                                                                        |        |
| 1216 226-1            | EM 2008 „Tschechische Republik“               | 2008–2009          | blau/weiß/rot, Fans, Europakarte und Fußballspieler an den Seitenwänden                                                              |        |
| 1216 228-8            | Rail Cargo Carrier                            | 2013–2021          | Aufschrift „Rail Cargo Group“ an beiden Fronten                                                                                      |        |
| 1216 229-5            | Spirit of Praha                               | seit 2013          | im ÖBB-Railjet-Design und mit der seitlichen Aufschrift „2014: Praha – Wien – Graz“                                                  |        |
| 1216 230-3            | ÖBB Railjet                                   | seit 2013          | im ÖBB-Railjet-Design |        |
| 1216 231-1            | ÖBB Railjet                                   | seit 2013          | im ÖBB-Railjet-Design |        |
| 1216 233-7            | České dráhy                                   | seit 2014          | im ČD Railjet-Design |        |
| 1216 234-5            | České dráhy                                   | seit 2014          | im ČD Railjet-Design |        |
| 1216 235-2            | Spirit of Brno                                | seit 2013          | im ČD-Railjet-Design und mit der seitlichen Aufschrift „2014: Praha – Wien – Graz“                                                   |        |
| 1216 236-0            | České dráhy                                   | seit 2014          | im ČD-Railjet-Design |        |
| 1216 237-8            | České dráhy                                   | seit 2014          | im ČD-Railjet-Design |        |
| 1216 249-3            | České dráhy                                   | seit 2014          | im ČD-Railjet-Design |        |
| 1216 250-1            | České dráhy                                   | seit 2014          | im ČD-Railjet-Design |        |

#### Reihe 1042 / 1142
| Loknummer             | Aufdruck             | Zeitraum                                               | Bemerkungen                                                                                             | Foto |
| --------------------- | -------------------- | ------------------------------------------------------ | --- | ---- |
| 1042 564-2 1142 564-2 | „Flurli“             | ?–Juni 2019 (Ausmusterung)                             | Originale Lackierung in Blutorange bis zur Ausmusterung erhalten, Aufschrift „Flurli“ auf beiden Seiten |      |
| 1042 601-2 1142 601-2 | „Philip“             | Abgestellt (Ausgemustert) in (Bruck an der Mur?)       | Aufdruck „Philip“ auf beiden Seiten                                                                     |      |
| 1042 609-5 1142 609-5 | „Monika“             | Ausgemustert                                           | Aufdruck „Monika“ auf beiden Seiten.                                                                    |      |
| 1042 610-? 1142-610-? | „Lisa“               | Ausgemustert                                           | Aufdruck „Lisa“ zwischen den Fenstern.                                                                  |      |
| 1042 612-? 1142 612-? | „Helmut“ und „Liesi“ | Ausgemustert                                           | Aufdruck „Helmut“ und „Liesi“ auf beiden Seiten                                                         |      |
| 1042 632-9 1142 632-9 | „Andrea“             | ??? - jetzt (Ausmusterung voraussichtlich Sommer 2023) | Aufdruck „Andrea“                                                                                       |      |

#### Reihe 1044 / 1144
| Loknummer                | Aufdruck                               | Zeitraum                                              | Bemerkungen | Foto |
| ------------------------ | -------------------------------------- | ----------------------------------------------------- | --- | ---- |
| 1144 017-1               | ÖBB-Werbung                            | 2018–2020                                             | Eigenwerbung für Außenwerbeflächen von ÖBB-Werbung mit der Aufschrift „Der Zahn der Napfschnecke ist das härteste Material der Welt“ die Lok ist seit dem Frühjahr 2020 abgestellt | [55] |
| 1044 018-8               | Euro-Lok                               | 2000–2002                                             | blau lackiert, gelbe €-Zeichen und österreichische Euromünzen an den Seitenwänden                                                                                                  |      |
| 1044 040-4 / 1144 040-1  | „moderne Nostalgielok“ in Blutorange   |                                                       | letzte 1044/1144 mit Jaffa-Lackierung im Plandienst |      |
| 1044 074-? 1144 074-?    | „Erich Zimmerl ‚Jimmy‘“                |                                                       | Aufdruck „Erich Zimmerl ‚Jimmy‘“ auf beiden Seiten |      |
| 1044 092-3 / 1144 092-4  | „Schachbrett“-Lackierung               |                                                       | Versuchslackierung mit Farbwechsel des untersten Zierstreifens im Bereich der Führerstände und ÖBB Wortmarke                                                                       |      |
| 1044 100                 | 100. 1044                              | September 1985                                        | großer weißer Pflatsch und weiße Striche |      |
| 1044 117-8 / 1144 117-9  | „Schachbrett“-Lackierung               |                                                       | Versuchslackierung mit Farbwechsel des untersten Zierstreifens im Bereich der Führerstände und ÖBB Pflatsch                                                                        |      |
| 1044 120-3 / 1144 120-3  | „Rupert“                               | seit?                                                 | Aufschrift „Rupert“ an beiden Fronten |      |
| 1044 201-0               | „Schachbrett“-Lackierung               | ausgemustert (Upgrade zu 1144 und Standardlackierung) | Versuchslackierung mit Farbwechsel des untersten Zierstreifens im Bereich der Führerstände                                                                                         |      |
| 1044 202-8               | „Schachbrett“-Lackierung               | ausgemustert (Upgrade zu 1144 und Standardlackierung) | Versuchslackierung mit Farbwechsel des untersten Zierstreifens im Bereich der Führerstände                                                                                         |      |
| 1044 203-6               | „Schachbrett“-Lackierung               | ausgemustert (Upgrade zu 1144 und Standardlackierung) | Versuchslackierung mit Farbwechsel des untersten Zierstreifens im Bereich der Führerstände                                                                                         |      |
| 1044 208-5 / 1144 208    | Rail Cargo Austria                     | 1993–2006                                             | seitlich angebrachte Werbung |      |
| 1044 210-1               | 100 Jahre Gewerkschaft der Eisenbahner | 1992–1993                                             | Grund der Gestaltung: 100-jähriges Jubiläum der Gewerkschaft der Eisenbahner |      |
| 1144 222-7               | „Patrick“                              |                                                       | Aufschrift „Patrick“ |      |
| 1144 265-6               | „Karl-Maximilian“                      | Ungewisser Informationsstand                          | Aufschrift „Karl-Maximilian“ |      |
| 1044 282-0               | Kinder-Kunstlok                        | November 1998 – April 2000                            | Zeichenwettbewerb zum Thema „Confetti“ |      |
| 1044 501-3 (ex 1044 001) | Schnellfahrlok                         | seit 1987                                             | Versuchslackierung mit Farbwechsel des untersten Zierstreifens im Bereich der Führerstände, heute im Eisenbahnmuseum Strasshof abgestellt                                          |      |

#### Reihe 1046
| Loknummer  | Aufdruck   | Zeitraum | Bemerkungen | Foto |
| ---------- | ---------- | -------- | --- | ---- |
| 1046 008-7 | Polizeilok | 1990 (?) | eine Front und Seitenwand mit weißer Folie und Schriftzug „Polizei“, Blaulichtbalken an der beklebten Front, (für Werbespot umgestaltet) |      |

#### Reihe 1063
| Loknummer  | Aufdruck                      | Zeitraum           | Bemerkungen | Foto |
| ---------- | ----------------------------- | ------------------ | ----------- | ---- |
| 1063 034-1 | Mobilität der Zukunft         | seit Dezember 2015 |             |      |
| 1063 039-0 | zero-emission ehybrid upgrade | seit 2016          |             |      |

#### Reihe 1293 – Siemens Vectron
| Loknummer    | Aufdruck                                         | Zeitraum        | Bemerkungen                  | Foto |
| ------------ | ------------------------------------------------ | --------------- | ---------------------------- | ---- |
| 1293 012 – 1 | Lamborghini – Together For Sustainable Logistics | April 2021–2022 |                              |      |
| 1293 018     | 500 th Siemens loco for ÖBB                      | seit 2018       | 500. Siemens Lok für die ÖBB |      |
| 1293 200     | nightjet                                         | Mitte Mai 2021  |                              |      |

#### Reihe 2016 – Hercules
| Loknummer  | Aufdruck                                                 | Zeitraum  | Bemerkungen           | Foto |
| ---------- | -------------------------------------------------------- | --------- | --------------------- | ---- |
| 2016 001-7 | First block train from China to Austria / Chengdu–Vienna | Seit 2018 | nur einseitig beklebt |      |

### Triebwagen

#### Reihe 4020
| Triebwagennummer | Aufdruck                | Zeitraum                                | Bemerkungen                                                                                 | Foto |
| ---------------- | ----------------------- | --------------------------------------- | ------------------------------------------------------------------------------------------- | ---- |
| 4020 205-3       | Genug vom Stau?         | 2015–Juni 2018 (Ausmusterung)           |                                                                                             |      |
| 4020 215-2       | Sparschiene Wien–Europa | ???–2011/12                             | Kleine Seitenwerbung für die Sparschiene-Tickets verschiedener internationaler Verbindungen |      |
| 4020 216-0       | Sparschiene Wien–Europa | ausgemustert bzw. ohne Werbung erhalten |                                                                                             |      |
| 4020 219-4       | Sparschiene Wien–Europa | ausgemustert bzw. ohne Werbung erhalten |                                                                                             |      |
| 4020 222-8       | Sparschiene Wien–Europa | ausgemustert bzw. ohne Werbung erhalten |                                                                                             |      |
| 4020 225-1       | Bratislover             | ???–März 2018 (Ausmusterung)            | Seitenwerbung für das Bratislava-Ticket der ÖBB                                             |      |
| 4020 236-8       | Sparschiene Wien–Europa | ausgemustert bzw. ohne Werbung erhalten |                                                                                             |      |
| 4020 237-6       | Sparschiene Wien–Europa | ausgemustert bzw. ohne Werbung erhalten |                                                                                             |      |
| 4020 238-4       | Sparschiene Wien–Europa | ausgemustert bzw. ohne Werbung erhalten |                                                                                             |      |
| 4020 244-2       | Sparschiene Wien–Europa | ausgemustert bzw. ohne Werbung erhalten |                                                                                             |      |
| 4020 246-7       | „Smiley“                | 2015/16–Jänner 2019 (Ausmusterung)      | Mit einem Lächeln und Grübchen an den Lichtern verzierter Triebwagen und Steuerwagen        |      |
| 4020 261-6       | Sparschiene Wien–Europa | ausgemustert bzw. ohne Werbung erhalten |                                                                                             |      |
| 4020 274-9       | Sparschiene Wien–Europa | ausgemustert bzw. ohne Werbung erhalten |                                                                                             |      |
| 4020 276-4       | Sparschiene Wien–Europa | ausgemustert bzw. ohne Werbung erhalten |                                                                                             |      |
| 4020 289-7       | Sparschiene Wien–Europa | ausgemustert bzw. ohne Werbung erhalten |                                                                                             |      |
| 4020 302-8       | Sparschiene Wien–Europa | Werbung erhalten                        |                                                                                             |      |
| 4020 303-6       | Sparschiene Wien–Europa | ohne Werbung erhalten                   |                                                                                             |      |
| 4020 318-4       | Bratislover             | ohne Werbung erhalten                   | Seitenwerbung für das Bratislava-Ticket der ÖBB                                             |      |

#### Reihe 4x24 – Talent-Familie

##### 4024
| Triebwagennummer | Aufdruck                             | Zeitraum       | Bemerkungen                                                        | Foto |
| ---------------- | ------------------------------------ | -------------- | ------------------------------------------------------------------ | ---- |
| 4024 013-7       | S-Bahn Oberösterreich                | seit 2016      |                                                                    |      |
| 4024 014-5       | Energie Steiermark Talent            | 2015-20??      |                                                                    |      |
| 4024 016-0       | S-Bahn Oberösterreich                | seit 2016      |                                                                    |      |
| 4024 039-1       | S-Bahn Steiermark                    | seit 2019      |                                                                    |      |
| 4024 061-5       | 30 Jahre VVT                         | seit Juni 2025 | Zum Jubiläum für 30 Jahre VVT                                      |      |
| 4024 085-5       | Tirol 2050 energieautonom            | 2014–2017      |                                                                    |      |
| 4024 085-5       | Mastercard Shuttle                   | 2017–2019      | Warb für Mastercard als Sponsor des Hahnenkammrennens in Kitzbühel |      |
| 4024 088-9       | Tiroler Versicherung                 | 2013–2015      | Ohne Werbung erhalten                                              |      |
| 4024 088-9       | Raiffeisenbank                       | 2015–2017      | Ohne Werbung erhalten                                              |      |
| 4024 088-9       | Verkehrsverbund Tirol                | 2017–2023      |                                                                    |      |
| 4024 089-7       | KitzSki Zug                          | seit 2012      |                                                                    |      |
| 4024 103-6       | Wiener Hauptbahnhof                  | 2013–2019      |                                                                    |      |
| 4024 110-1       | Salzburg Verkehr                     | seit 2015      |                                                                    |      |
| 4024 120-0       | S-Bahn Steiermark                    | 2007–2019      |                                                                    |      |
| 4024 123-3       | Weihnachtszug VVT / „Für mehr Liebe“ | seit 2023      |                                                                    |      |
| 4024 128-3       | voestalpine skygate                  | 2013           |                                                                    |      |
| 4024 130-9       | ÖBB-Karrierezug Talent               | 2015–2018      |                                                                    |      |

#### 4124
| Triebwagennummer | Aufdruck                | Zeitraum  | Bemerkungen                              | Foto |
| ---------------- | ----------------------- | --------- | ---------------------------------------- | ---- |
| 4124 001-1       | 25 Jahre S45            | ?-2021    | Seitlich Aufschrift „25 Jahre S45“       |      |
| 4124 013-6       | Kombiticket             | 2013–2016 | Jeder Waggon ist in einer anderen Farbe. |      |
| 4124 014-4       | 50 Jahre S-Bahn in Wien | 2012–2018 |                                          |      |

#### Reihe 5022 – Desiro-Familie
| Triebwagennummer | Aufdruck                      | Zeitraum                  | Bemerkungen                                                 | Foto |
| ---------------- | ----------------------------- | ------------------------- | ----------------------------------------------------------- | ---- |
| 5022 039-9       | S-Bahn Steiermark             | Seit April 2024           | neues S-Bahn Design                                         |      |
| 5022 045-6       | S-Bahn Steiermark             | Juni 2010 – Frühling 2020 | altes S-Bahn Design                                         |      |
| 5022 049-8       | HVO Testbetrieb mit Biodiesel | Seit Juni 2024            | Aufdruck auf den Seitenflächen zwischen Tür und Führerstand |      |

#### Reihe 5047
| Triebwagennummer | Aufdruck                            | Zeitraum       | Bemerkungen | Foto |
| ---------------- | ----------------------------------- | -------------- | ----------- | ---- |
| 5047 061         | 170 Jahre Sparkasse Oberösterreich  | 2018–2020      |             |      |
| 5047 085         | 170 Jahre Sparkasse Oberösterreich  | seit Ende 2018 |             |      |
| 5047 090         | Verkehrsverbund Ostregion „Manfred“ | 2004–2018      |             |      |

## Steiermarkbahn (StB)
| Triebwagennummer | Aufdruck          | Zeitraum                                               | Bemerkungen         | Foto |
| ---------------- | ----------------- | ------------------------------------------------------ | ------------------- | ---- |
| 5062 003         | S-Bahn Steiermark | 2013 – 2024                                            | altes S-Bahn Design |      |
| 5062 002         | S-Bahn Steiermark | Seit 2022                                              | neues S-Bahn Design |      |
| 643 110          | S-Bahn Steiermark | 2023 – Mai 2025 Triebwagen nach Zugunglück abgestellt. | neues S-Bahn Design |      |

## Graz-Köflacher-Bahn (GKB)
| Triebwagennummer | Aufdruck          | Zeitraum | Bemerkungen | Foto |
| ---------------- | ----------------- | -------- | ----------- | ---- |
| 5063 008         | S-Bahn Steiermark | ?        |             |      |

## WESTBahn
| Triebwagennummer | Aufdruck                | Zeitraum  | Bemerkungen | Foto |
| ---------------- | ----------------------- | --------- | ----------- | ---- |
| 4010 128         | Klimaticket – Klimabahn | Seit 2021 |             |      |